# Calvos e Frades
Calvos e Frades (llamada oficialmente União das Freguesias de Calvos e Frades) es una freguesia portuguesa del municipio de Póvoa de Lanhoso, distrito de Braga.

## Historia
Fue creada el 28 de enero de 2013 en aplicación de una resolución de la Asamblea de la República de Portugal promulgada el 16 de enero de 2013 con la unión de las freguesias de Calvos y Frades, pasando su sede a estar situada en la antigua freguesia de Calvos.

## Demografía
| Gráfica de evolución demográfica de Calvos e Frades entre 2011 y 2021 |
|                                                                       |
| Datos según el nomenclátor publicado por el INE portugués.            |